# 菱川政信 (三浦氏)
菱川 政信（ひしかわ まさのぶ、生没年不詳）とは、江戸時代の浮世絵師。
師系不明。本姓は三浦氏、はじめ信丸を称し後に政信、陽斎と号した。作画期は文政から天保の頃にかけてで、人情本の挿絵を描いている。

## 作品
- 『契情肝粒志』　※人情本、鼻山人作。文政9年刊行。英斎泉寿と共画
- 『傾城胸中極秘伝』　※人情本、鼻山人作。文政10年刊行
- 『珍説豹之巻』　※人情本、鼻山人作。文政10年刊行
- 『逢染恋私衣』　※小笠釣翁作、文政11年刊行